# Taygetis thamyra
Espèce
Taygetis thamyra est une espèce de papillons de la famille des Nymphalidae, de la sous-famille des Satyrinae et du genre Taygetis.

## Dénomination
Taygetis thamyra a été décrit par Pieter Cramer en 1775 sous le nom de Papilio thamyra .

### Noms vernaculaires
Taygetis thamyra se nomme Andromeda Satyr en anglais.

## Description
Taygetis thamyra est un grand papillon marron à l'apex des ailes antérieures coupé et aux ailes postérieures festonnées.
Le revers est marron avec une teinte rougeâtre de la bande submarginale ornée d'une ligne d'ocelles, discrets à l'aile antérieure, mieux visibles à l'aile postérieures avec celui proche de l'angle anal noir pupillé de blanc.

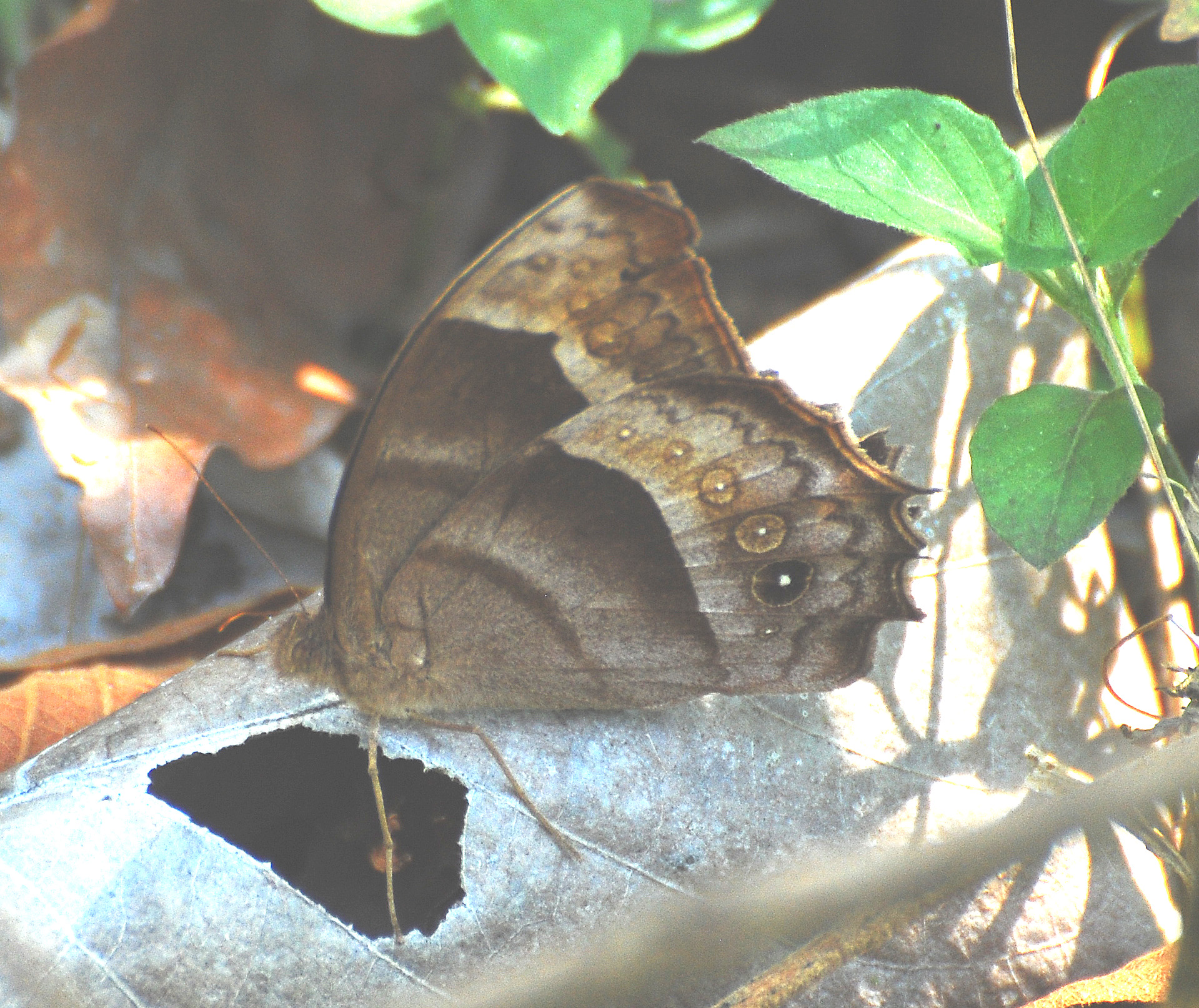
Taygetis thamyra

## Écologie et distribution
Taygetis thamyra est présent en Guyane, au Surinam, en Colombie et au Brésil,.

### Biotope
Il réside en sous-bois de forêts très humides.

### Protection
Pas de statut de protection particulier